# 配電間

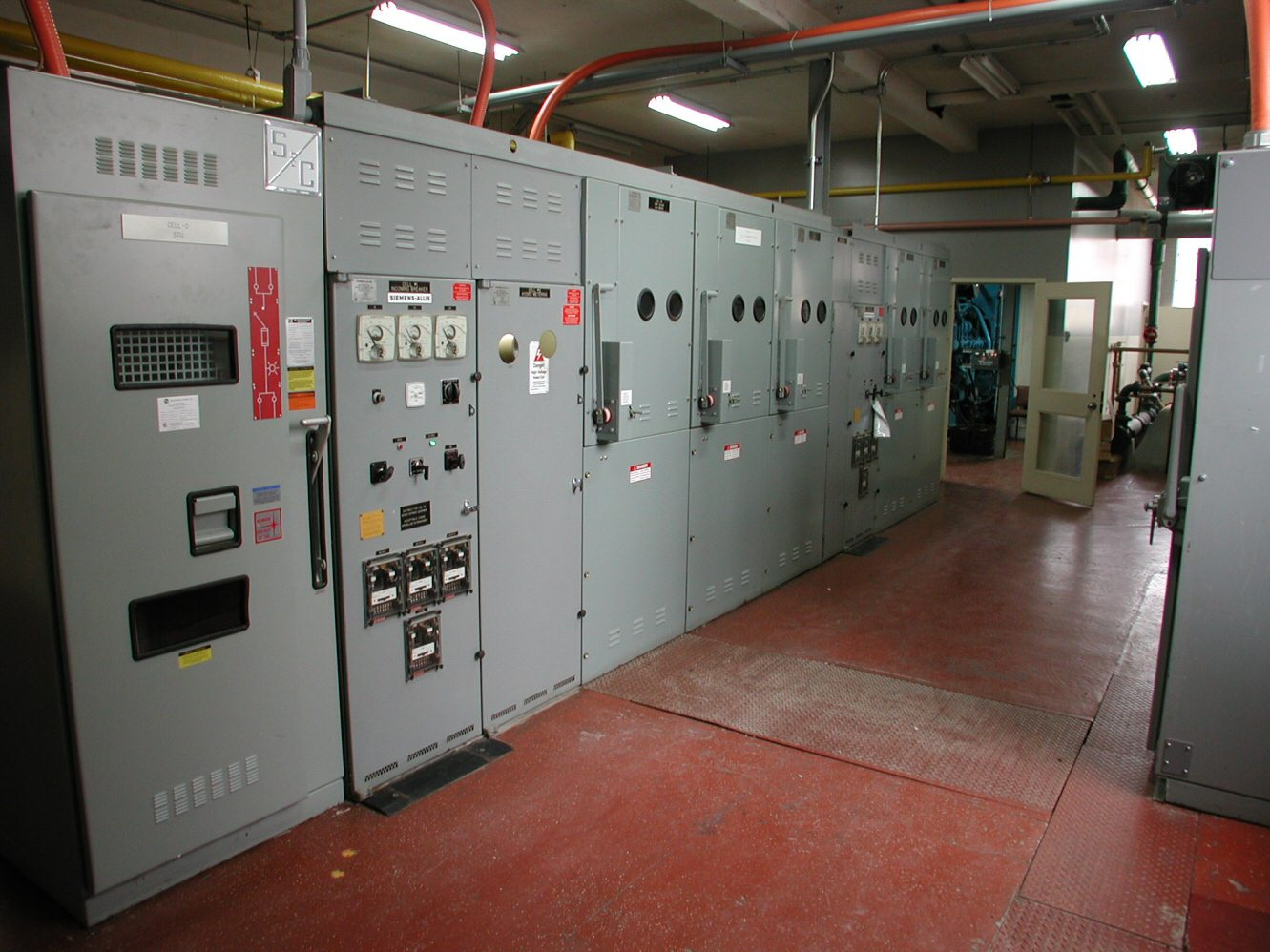
大型建筑中的配電間

配電間是建筑物中用於存放电气设备的房间或空间。它的大小通常与建筑物的大小成正比；大型建筑物可能有一个主配電間和一个附属配電間。 
配電間通常擺放以下设备：
- 配電盤
- 断路器和断开器
- 電度錶
- 变压器
- 母线
- 後備電池